# Anna Muylaert
Anna Muylaert, all'anagrafe Ana Luiza Machado da Silva Muylaert (21 aprile 1964), è una regista, autrice televisiva e critica cinematografica brasiliana.

## Biografia
Di religione ebraica, Anna Muylaert ha studiato Storia del Cinema all'Università di San Paolo dal 1980 al 1984. Diventata quindi critica cinematografica per IstoÉ e O Estado de S. Paulo, nel 1988 è entrata a far parte dello staff del programma TV Mix di Rede Gazeta. E' anche stata autrice delle trasmissioni Cultura Mundo da Lua (1991–92) e Castelo Rá-Tim-Bum (1994–97).
Ha intrapreso la carriera di regista sul finire del secondo millennio. Ha inizialmente diretto sei cortometraggi, che hanno vinto premi al Rio Cine e al Cine Ceará. Nel 2002 ha realizzato il suo primo lungometraggio, Durval Discos (2002), col quale ha vinto sette premi su quattordici nomination al Festival de Gramado, tra cui quelli nelle categorie di miglior regista e miglior film. Sette anni dopo ha girato il suo secondo film, É Proibido Fumar, che ha vinto otto premi al Festival di Brasilia.
Il suo film del 2015, È arrivata mia figlia!, è stato presentato al Sundance Film Festival e alla Berlinale, dove ha ricevuto il Premio del Pubblico.
L'anno dopo la regista ha presentato in anteprima la pellicola Mãe Só Há Uma al 66º Festival Internazionale del Cinema di Berlino.

## Vita privata
Divorziata dal cantante e musicista André Abujamra, ha due figli.